# Jonathan Rosenbaum
Jonathan Rosenbaum (Florence, 27 febbraio 1943) è un critico cinematografico statunitense.
È stato il critico cinematografico principale per il settimanale Chicago Reader dal 1987 al 2008. Ha pubblicato diversi libri sul cinema e ha contribuito a importanti riviste come Cahiers du cinéma e Film Comment. Di lui Jean-Luc Godard ha detto: "Penso che attualmente ci sia un critico molto bravo negli Stati Uniti, un successore di James Agee, e si chiama Jonathan Rosenbaum. È uno dei migliori; non abbiamo più scrittori come lui in Francia. È come André Bazin".

## Biografia
Rosenbaum crebbe a Florence, in Alabama, dove suo nonno possedeva una piccola catena di sale cinematografiche. Viveva col padre Stanley (un professore) e la madre Mildred nella Rosenbaum House, disegnata da Frank Lloyd Wright. Fino al 1961 frequentò la Putney School, scuola superiore privata in Vermont, dove studiava anche il futuro attore Wallace Shawn.
Studiò letteratura al Bard College, nello Stato di New York, con l'intenzione di diventare uno scrittore. Appassionato di jazz sin dall'adolescenza, al college suonava il pianoforte in un gruppo amatoriale assieme ai futuri attori Chevy Chase (batteria) e Blythe Danner (voce).

## Carriera
Dopo la laurea si trasferì a New York, dove ottenne il suo primo incarico nel campo della critica cinematografica. Nel 1969 si spostò a Parigi, dove lavorò brevemente a fianco del regista Jacques Tati ed ebbe il ruolo di comparsa nel film Quattro notti di un sognatore (1971) di un Robert Bresson. In questo periodo cominciò a scrivere per The Village Voice, Film Comment e Sight & Sound. Nel 1974 si trasferì da Parigi a Londra e nel 1977 tornò negli Stati Uniti per insegnare alla UC San Diego dietro invito del critico e pittore Manny Farber.
Nel 1987 venne assunto dal Chicago Reader come critico cinematografico; lasciò quest'incarico nel 2008.
Rosenbaum ha scritto molti libri sul cinema e sulla critica cinematografica, tra cui Film: The Front Line 1983, Placing Movies: The Practice of Film Criticism (1995), Moving Places: A Life at the Movies (1980; ristampa 1995), Movies as Politics (1997) e Essential Cinema (2004). His most popular work is Movie Wars: How Hollywood and the Media Limit What Movies We Can See (2002). Nel 2000 ha scritto un libro sul film Dead Man (1995) di Jim Jarmusch, in cui sono incluse alcune interviste con il regista.
Ha revisionato il libro This is Orson Welles (1992) di Orson Welles e Peter Bogdanovich, una raccolta di interviste e altro materiale attinente a Welles. È stato un consulente nel rimontaggio del film L'infernale Quinlan (1958) di Welles (fatto per via di alcune note scritte da Welles alla Universal Pictures negli anni Cinquanta) e nel completamento di The Other Side of the Wind (2018), film postumo di Welles prodotto da Peter Bogdanovich e Frank Marshall.
Nell'agosto del 2007, in occasione della morte di Ingmar Bergman, ha scritto un editoriale per il New York Times intitolato "Scene da una carriera sopravvalutata" (gioco di parole che ricorda Scene da un matrimonio, miniserie televisiva di Bergman). Nel 2023 ha pubblicato sul suo blog la prima bozza di quell'articolo, asserendo nell'introduzione che il titolo non era stato deciso da lui. Rosenbaum sostiene che, sebbene "la stella di Bergman si sia affievolita" e i suoi film abbiano perso buona parte della loro rilevanza, essi rimarranno per sempre "pietre miliari nella storia del gusto".
Nel 2009 è apparso nel documentario For the Love of Movies: The Story of American Film Criticism per parlare della critica cinematografica di Manny Farber.
Dal 2010 al 2011 ha assunto il ruolo di professore invitato di cinema nel dipartimento di storia dell'arte della Virginia Commonwealth University.
Nel 2012 ha partecipato al sondaggio di Sight & Sound per la loro classifica dei migliori film di tutti i tempi.

### Top 100 alternativa
Nel 1998 l'American Film Institute ha stilato per la prima volta una classifica dei cento migliori film statunitensi. In risposta a quella lista, Rosenbaum ha pubblicato una sua personale Top 100, per la quale ha selezionato film meno affermati e più variegati. Tra questi figurano opere di importanti registi indipendenti come John Cassavetes e Jim Jarmusch, che erano stati trascurati dall'AFI.

### Migliori film dell'anno
Rosenbaum ha stilato delle liste dei migliori film dell'anno dal 1972 al 1976 e dal 1987 al 2022.